# Lessertia carnosa
Lessertia carnosa är en ärtväxtart som beskrevs av Christian Friedrich Frederik Ecklon och Carl Ludwig Philipp Zeyher. Lessertia carnosa ingår i släktet Lessertia och familjen ärtväxter. Inga underarter finns listade i Catalogue of Life.